# Elemosiniere

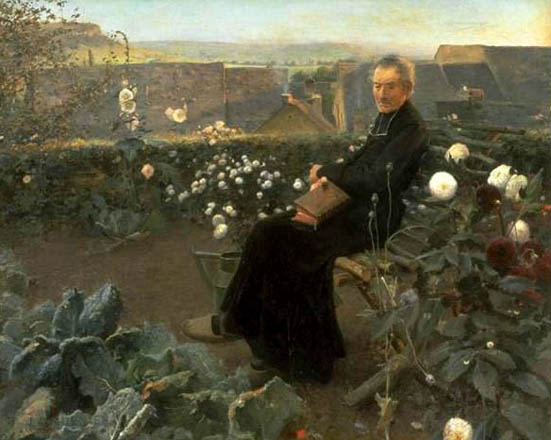
« La retraite de l'aumônier » o « Le bréviaire » (1886) di Jules-Alexis Muenier.

Un elemosiniere era un cappellano di una chiesa che originariamente era incaricato di distribuire denaro ai poveri.

## Etimologia
Il termine deriva dal greco antico ἐλεημοσύνη, eleēmosynē (lat. almosunartius).
Il titolo di "elemosiniere", rimasto in italiano in ambito religioso, è caduto in disuso in inglese, mentre il suo equivalente in altre lingue viene spesso usato ad indicare figure quali il cappellano o pastore.
Oltralpe con il termine aumônier (almoniere, cioè elemosiniere) oggi si indica un sacerdote che sostiene materialmente e spiritualmente gruppi particolari in luoghi precisi, come conventi, scuole o associazioni di ispirazione religiosa (che possono anche essere legate ad enti pubblici o parapubblici).

## Storia

### Ambito religioso
Storicamente, l'elemosiniere era un ministro del culto della chiesa cristiana che aveva l'incarico di distribuire l'elemosina ai poveri. Ai monasteri era richiesto distribuire un decimo dei loro proventi in carità nei confronti dei poveri.
L'"elemosiniere di Sua Santità" continua il suo ufficio anche dopo la morte del papa. Egli "continua l'opera di carità secondo i criteri impiegati durante la vita del papa" (Universi Dominici Gregis, 22).
I vescovi avevano i loro elemosinieri ed altri elemosinieri erano alle dipendenze dei Re di Francia, che avevano un Grande elemosiniere alle loro dipendenze: divenne poi questo un titolo onorifico della Corte francese (ma anche fonte di potere in campo di controllo e giurisdizione su opere assistenziali), conferito ad alti prelati (vescovi o cardinali).
Nel Regno Unito, il Marchese di Exeter ha il titolo ereditario di "Grande elemosiniere d'Inghilterra" (carica istituita dal Re d'Inghilterra Riccardo I, ma divenuta praticamente solo onorifica). Oggi, comunque, uno dei posti più importanti nella gerarchia della Chiesa anglicana e quello di Lord High Almoner. L'High Almoner (attualmente Nigel McCulloch, vescovo di Manchester) è responsabile della distribuzione annuale del Re durante il  Maundy money il Giovedì santo.

### Ambito civile
Il nome elemosiniere è stato usato anche per indicare un funzionario degli ospedali che intervistava i pazienti per accertare il loro stato di indigenza e successivamente anche ai funzionari che erano responsabili del benessere del paziente dopo la cura. Questa posizione è ora di solito occupato da un assistente sociale.
L'elemosiniere rimane un importante incarico nelle logge massoniche in Inghilterra. Il suo dovere è quello di sorvegliare le necessità dei fratelli all'interno della sua Loggia. Egli è il contatto per la carità e si prende cura del benessere dei suoi membri, comprese le visite ai malati, anziani e infermi.
Inoltre la Francia, nonostante sia uno stato laico e non finanzi i culti a partire dal 1905, conserva la tradizione di avere ministri di culto (aumôniers, almonieri) all'interno di prigioni, ospedali e forze armate; tutte le principali religioni sono rappresentate e i rispettivi ministri di culto sono stipendiati come funzionari pubblici, almeno relativamente al servizio prestato all'interno delle istituzioni statali summenzionate.